# Elateride

Elateridele (Elateridae), numite fauri, gândaci pocnitori sau gândaci săritori sunt o familie de coleoptere cu corp alungit și scorțos; larvele lor fitofage sunt lungi și subțiri și sunt numite viermi sârmă. Multe specii de elateride sunt foarte dăunătoare la plantele cultivate, la sfeclă, mazăre, cartofi și mai ales la cereale.
Se recunosc ușor după particularitatea pe care o au de a sări în sus când sunt puși pe spate, producând o pocnitură (de unde și denumirea lor de "gândaci pocnitori"), apoi cad pe picioare.  Aparatul de sărit se găsește pe fața ventrală a toracelui, constituit dintr-un țep al prosternului îndreptat înapoi, care intră într-o scobitură a mezonotului. Când insecta vrea să sară, introduce țepul prosternului în scobitură, apoi face o mișcare bruscă cu pronotul, producându-se o destindere bruscă, cu reacție contra suportului, care aruncă insecta în sus. Dacă se întâmplă să cadă tot pe spate, repetă mișcarea. Corpul acestor insecte este tare, neted, mult alungit, convex, cu pronotul mare, având unghiurile posterioare mai mult sau mai puțin prelungite spre partea posterioară, ascuțite. Corpul este de obicei lucios, nepăros, cu sculpturi fine. Tarsele sunt formate din 5 articole. Primul și al doilea segment abdominal nu sunt sudate pe partea ventrală. Larvele au corpul lung și subțire, acoperit cu o cuticulă foarte tare, lucios și evident segmentat, de culoare brună sau gălbuie; sunt cunoscute sub numele de "larve-sârmă", "viermi-sârmă". Adulții trăiesc pe frunze, flori, în ierburi, fiind exclusiv fitofagi. Larvele trăiesc în pământ, unde se hrănesc cu organele subterane ale plantelor (rădăcini, tuberculi etc.); unele sapă galerii în lemnul putred al arborilor. Numeroase specii de elateride sunt dăunătoare prin pagubele ce le provoacă atât în stadiul de larvă cât și în stadiul de adult, atacând rădăcinile, frunzele și semințele diferitelor plante cultivate (sfeclă, mazăre, cartofi și mai ales la cereale).
În România cele mai răspândite și mai dăunătoare specii aparțin genurilor Agriotes (Agriotes obscurus, Agriotes sputator, Agriotes lineatus, Agriotes ustulatus), Selatosomus (Selatosomus latus, Selatosomus aeneus), Athous (Athous niger, Athous subfuscus, Athous haemorrhoidalis), Limonius (Limonius minutus, Limonius ferrugineus, Limonius pilosus), Melanotus (Melanotus punctolineatus, Melanotus brunnipes) ș.a. Dintre acestea, cel mai mare pericol pentru toate culturile, dar mai ales pentru cele de porumb, cereale, plante tehnice și pajiști îl prezintă speciile de Agriotes.